# Torchitorio Barisone de Lacon Gunale
Torchitorio Barisone de Lacon-Gunale (... – 1073) fu giudice del giudicato di Arborea dal 1038 al 1060 e di Torres, dal 1038 al 1073.
Succedette a Gonnario Comita de Lacon-Gunale come giudice dei giudicati del Logudoro e di Arborea.
Favorì l'immigrazione monastica nell'isola. L'atto di donazione che fece redigere nel 1063 è il primo ed a questo seguiranno numerosi atti da parte di tutti i Judikes dell'isola. Nell'atto di donazione il judike di Torres chiede a  Desiderio di Benevento, abbate di Montecassino, di inviare un gruppo di monaci per prendere possesso di una vasta area e delle sue pertinenze, comprese le chiese di santa Maria di Bubalis (Nostra Segnora de Mesumundu) e la chiesetta dei Santi Elia ed Enoch, posta sulla sommità del monte Santo in territorio di Siligo. 
Desiderio mandò un gruppo di 12 monaci  con libri, reliquie, ed altri oggetti sacri ma questi furono catturati dai pisani presso l'isola del Giglio e non arrivarono mai a destinazione.
Barisone sollecitò, facendo pressione anche su papa Alessandro II, fino ad ottenere che i pisani restituissero il maltolto e permettessero ad un nuovo gruppo di monaci di raggiungere l'isola. I monaci presero possesso dei beni donatigli dal Judike nel 1065.
Nello stesso anno Barisone decide di dividere il governo di Torres con Andrea Tanca, suo nipote che gli succederà dopo la morte, mentre suo figlio Mariano I già governava Arborea.